# Santana (Kolumbia)
Santana – miasto w Kolumbii, w departamencie Boyacá.